# 大阪市電城南線
大阪市電城南線（おおさかしでんじょうなんせん）は、馬場町駅 - 森の宮東の町駅を結んでいた大阪市電期外線の路線。
大阪市電の軌道は道路の中央に敷設されていたが、城南線については道路の北側に寄せて敷設されていた。

## 路線概要
- 起点：馬場町駅
- 終点：森の宮東の町駅
- 軌間：1435mm
- 架線電圧：直流600V

## 沿革
- 1929年（昭和4年）2月1日：馬場町駅 - 森之宮東之町間を開業。
- 1944年（昭和19年）6月1日：戦時体制による終日急行運転実施のため、森之宮西之町駅を廃止。
- 1945年（昭和20年）3月13日 - 6月1日：戦災のため全線休止。
- 1947年（昭和22年）4月1日：運行再開。
- 1948年（昭和23年）7月1日：森之宮西之町駅を復活。
- 1953年（昭和28年）11月20日：法円坂町駅を開業。
- 1959年（昭和34年）7月以前：森之宮西之町駅を森の宮西の町駅に表記変更[1]。
- 1959年（昭和34年）7月以降：森之宮東之町駅を森の宮東の町駅に表記変更[1]。
- 1964年（昭和39年）10月1日：全線廃止。

## 駅一覧
| 駅名           | キロ程 | 接続路線                               |
| -------------- | ------ | -------------------------------------- |
| 馬場町駅       | 0.0    | 大阪市電：大手前上本町線、谷町寝屋川線 |
| 法円坂町駅     | 0.4    |                                        |
| 森の宮西の町駅 | 0.8    |                                        |
| 森之宮東之町駅 | 1.1    | 大阪市電：玉造森之宮線、森之宮緑橋線   |

- 1959年（昭和34年）7月当時

## 系統
18号系統・19号系統が走っていた。